# La Motte-en-Champsaur
 La Motte-en-Champsaur  es una población y comuna francesa, situada en la región de Provenza-Alpes-Costa Azul, departamento de Altos Alpes, en el distrito de Gap y cantón de Saint-Bonnet-en-Champsaur.

## Demografía
| 222 | 182 | 151 | 167 | 155 | 177 |
| Para los censos de 1962 a 1999 la población legal corresponde a la población sin duplicidades (Fuente: INSEE [Consultar]) |     |     |     |     |     |